# Asterina jasmini
Asterina jasmini är en svampart. Asterina jasmini ingår i släktet Asterina och familjen Asterinaceae.  Utöver nominatformen finns också underarten indica.